# Piscina Municipal de Montjuïc

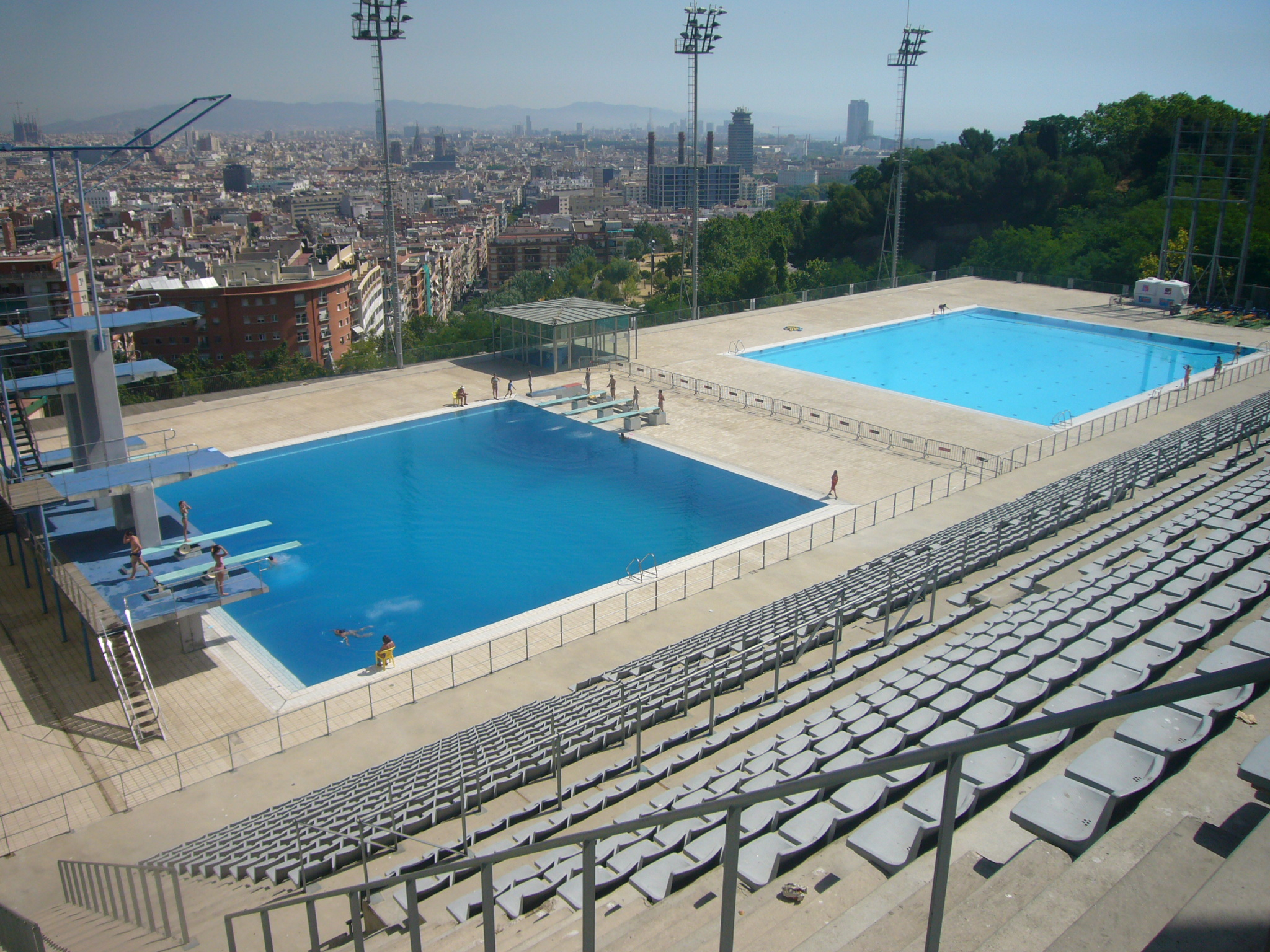
Piscina Municipal de Montjuïc

Das Piscina Municipal de Montjuïc ist ein Schwimmbad in der spanischen Stadt Barcelona. 

## Geschichte
Es wurde 1929 an einem Hang des Stadtberges Montjuïc errichtet und umfasste ursprünglich ein 50-Meter-Becken. Anlässlich der Mittelmeerspiele 1955 wurde es renoviert. 1990 begannen die Umbauarbeiten für die Olympischen Sommerspiele 1992. Das Becken wurde geteilt in eine Anlage für Wasserspringen und ein 25-Meter-Becken. Während der Olympischen Spiele fanden dort die Wettkämpfe im Wasserspringen und das Wasserballturnier statt.
Bei den Schwimmweltmeisterschaften 2003 und 2013 wurde das Schwimmbad für die Bewerbe im Wasserspringen genutzt. 
Eingang in die Popkultur fand die Anlage durch das Video für die Single Slow von Kylie Minogue, das Regisseur Baillie Walsh im August 2003 dort drehte sowie durch das Video für den Song Illusion von Dua Lipa im Jahr 2024.